# Ponmakya Corona
Ponmakya Corona is een corona op de planeet Venus. Ponmakya Corona werd in 2003 genoemd naar Ponmakya, een Birmaanse vruchtbaarheidsgodin.
De corona heeft een diameter van 280 kilometer en bevindt zich ten noorden van Bereghinya Planitia in het quadrangle Bereghinya Planitia (V-8).